# Elke Vollmer
Elke Maria Vollmer (* 18. August 1961 in Herne) ist eine ehemalige deutsche Leichtathletin.

## Sportliche Karriere
Elke Vollmer startete für den OSC Dortmund. Sie belegte bei den Deutschen Meisterschaften 1983 den zweiten Platz im 100-Meter-Lauf hinter ihrer Vereinskameradin Sabine Klösters, wobei Vollmer in 11,46 Sekunden ihre persönliche Bestleistung aufstellte. 1979 und 1980 waren Klösters und Vollmer zusammen mit Ute Finger und Annegret Richter Meisterin mit der 4-mal-100-Meter-Staffel geworden.
Vollmer gewann bei den Junioreneuropameisterschaften 1979 über 100 und 200 Meter sowie mit der Sprintstaffel jeweils die Bronzemedaille. Bei den Weltmeisterschaften 1983 in Helsinki schied Vollmer mit der 4-mal-100-Meter-Staffel im Vorlauf aus. Von 1979 bis 1984 trat Vollmer bei 14 Meisterschaften und Länderkämpfen im Nationaltrikot an. Bei der Sommer-Universiade 1983 schied Vollmer über 100 und 200 Meter im Zwischenlauf aus.